# Molionides
Pour les articles homonymes, voir Eurytos.
Dans la mythologie grecque, les Molionides sont les fils jumeaux d'Actor (ou de Poséidon selon les traditions) et de Molioné. Ils sont nommés Eurytos et Ctéatos.
Ovide les compte parmi les chasseurs qui traquèrent le sanglier de Calydon. Selon Homère et Euripide, Thalpios, le fils d'Eurytos mène les nefs de l'Élide dans l'expédition vers Troie.
Ils sont nommés généraux par Augias lors de la guerre que celui-ci livre contre Héraclès. Ils profitent d'une maladie du héros pour attaquer son camp par surprise et faire de nombreuses victimes. En représailles, Héraclès les tue dans une embuscade près de Cléones.
L'artiste de la Renaissance allemande Albrecht Dürer grave sur bois en relief vers 1496-1497, Hercule vainqueur de Cacus ou Hercule tuant les Molionides.

## Sources
- Pseudo-Apollodore, Bibliothèque [détail des éditions] [lire en ligne] (II, 7, 2).
- Catalogue des femmes [détail des éditions] (fr. 9).
- Euripide, Iphigénie à Aulis [détail des éditions] [lire en ligne] (281-282).
- Ovide, Métamorphoses [détail des éditions] [lire en ligne] (VIII).